# Île de la Déception
Pour les articles homonymes, voir Déception (homonymie).
Ne doit pas être confondu avec Île Deception.
L’île de la Déception est une île de l'archipel des îles Shetland du Sud, dans l'océan Austral, située à 120 km au nord de la péninsule Antarctique. Les seuls lieux habités sont des bases de recherche scientifique dépendantes des forces armées argentines et espagnoles.

## Géographie

Carte topographique de l'île.

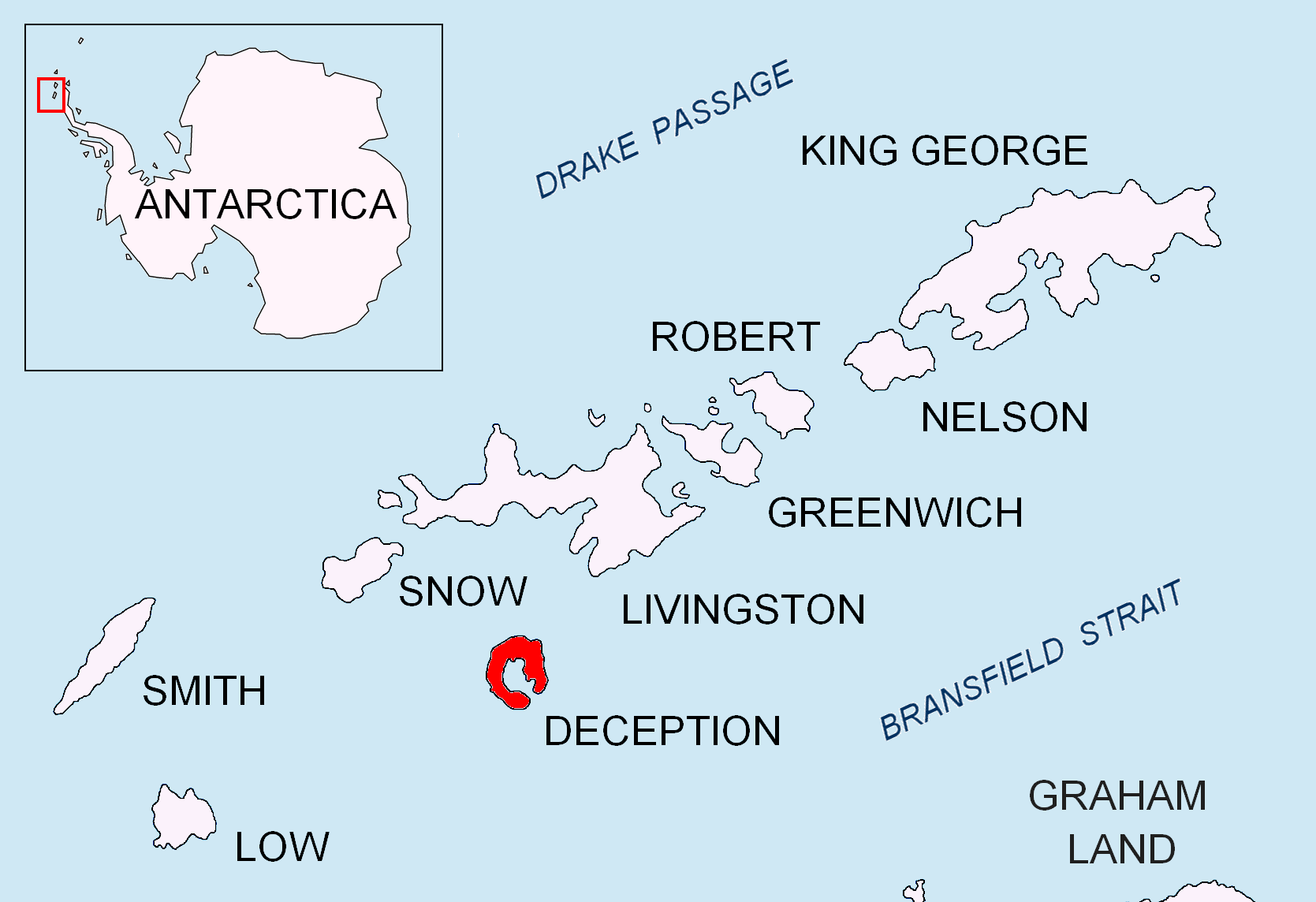
Localisation de l’île dans l’archipel des îles Shetland du Sud

L'île est connue pour sa baie, Port Foster, l'une des mieux protégées des vents et de la houle dans l'océan Austral, et pour son volcan, dont les dernières éruptions, en 1967 et 1969, infligèrent des dégâts importants aux bases scientifiques.
L'île a une forme arrondie, avec un diamètre maximum de 12 km. Son point le plus élevé est le mont Pond de 576 m. La grande baie de Port Foster, se trouve au centre de l'île ; mesurant 9 km de long sur 6 km de large, elle occupe la majorité de la partie centrale. Cette baie a une entrée très étroite, de seulement 230 m de large ; ce goulet est appelé les Forges de Neptune (en anglais soufflet de Neptune (en)). Le passage de ce détroit encadré par les pointes Entrance (en) et Fildes (en), se fait encore plus difficile avec la présence, au milieu du passage, du bas-fond appelé Raven Rock (en), 2,5 m sous la surface de l'eau. À droite de l'entrée des Forges de Neptune se trouve la baie des Baleiniers, bordée d'une plage de sable noir. L'île possède 2 lacs : le lac Kroner (en) qui communique avec la baie des Baleiniers et le lac Crater (en) qui occupe le centre d'un volcan.

## Étymologie
Les géographes francophones ont fait l'erreur de traduire le mot anglais « deception » par déception, car il signifie en fait tromperie. Les premiers explorateurs anglais (britanniques, selon d’autres sources) n'avaient pas vu l'étroit goulet qui permettait d'entrer dans la caldeira inondée ; ils se sont « trompés » en croyant que l'île était circulaire, d'où son nom[source insuffisante].

## Histoire

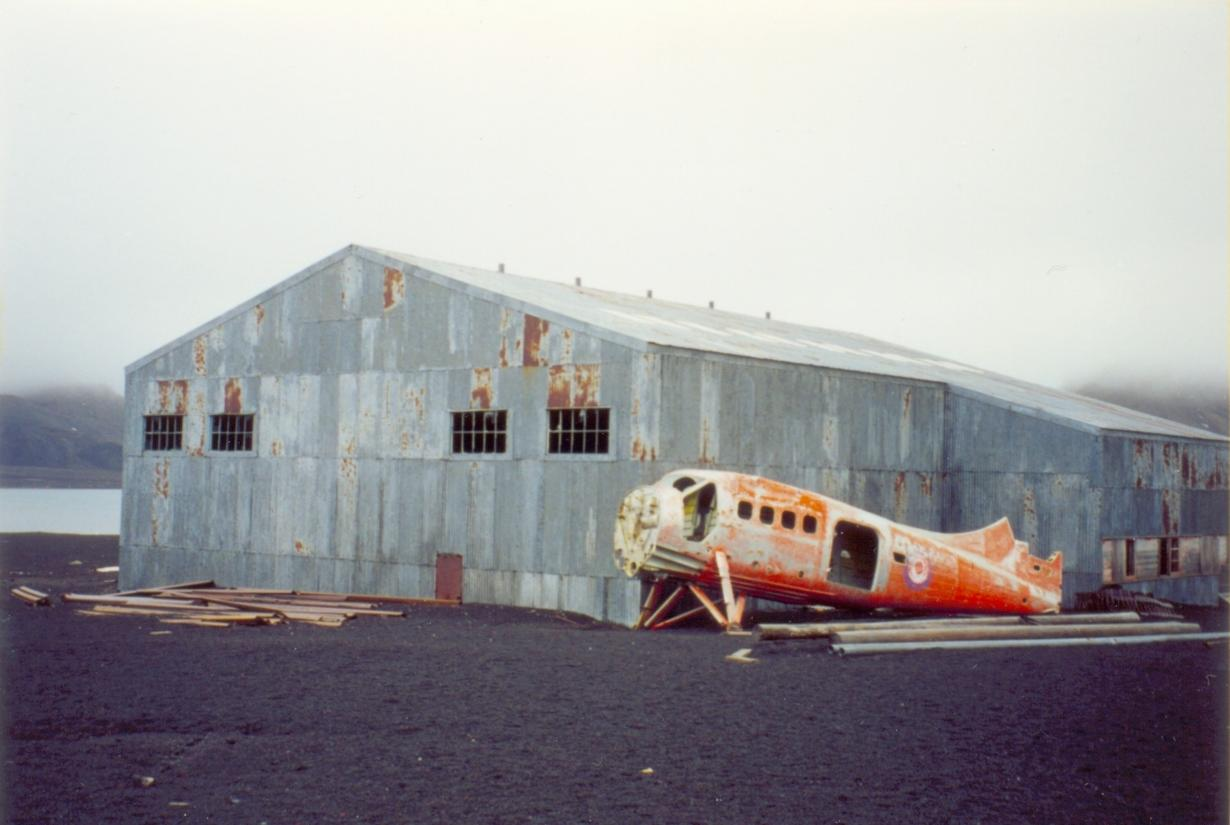
Hangar et carlingue d'avion britannique.

L'île est un refuge populaire pour les marins depuis le début du XIXe siècle ; ils y attendaient la fin des tempêtes et le passage des icebergs. Le phoquier William Horton Smiley l'explore en 1842.
D'abord utilisé par des chasseurs de phoque, en 1906 une entreprise de chasse à la baleine norvégio-chilienne commença à s’en servir comme base pour l'un de ses navires-usines, le Gobernador Bories. D'autres entreprises firent de même ; en 1914, 13 navires y étaient basés.
On n'y traitait pas le spermaceti, ce qui se faisait sur les navires, mais on prenait les carcasses pour en extraire, dans de grandes chaudières, l'huile de baleine, qu’on stockait ensuite dans des citernes de fer.
Le prix de l'huile de baleine baissa pendant la Grande Dépression, rendant la station sur l'île non rentable ; elle fut donc abandonnée en 1931. Des avancées technologiques rendirent les stations de traitement des carcasses sur terre ferme obsolètes, donc elles ne furent jamais réoccupées.
Trente-cinq hommes sont enterrés dans le cimetière de l'île, mais celui-ci fut recouvert par la lave lors de l'éruption de 1969. Les seuls traces restantes de la station baleinière sont les chaudières rouillées et quelques citernes.

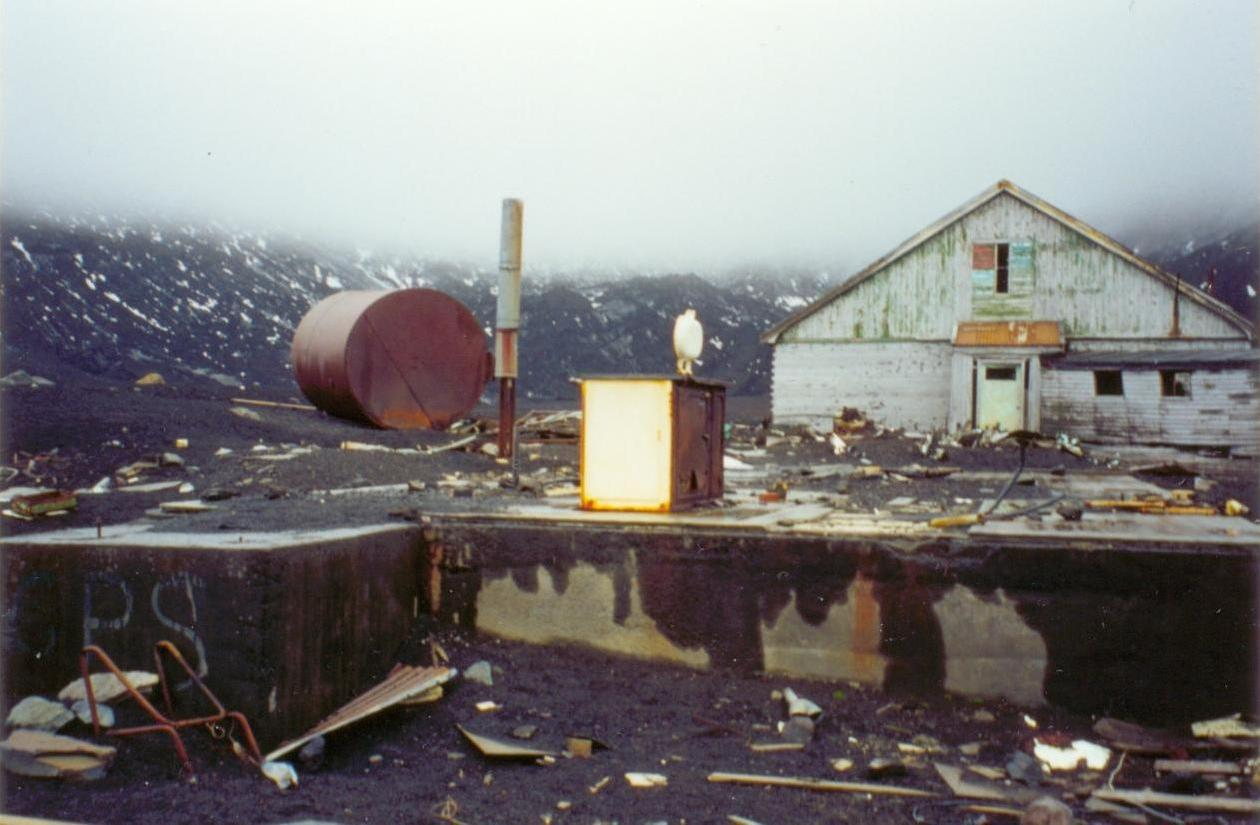
Ruines de la base britannique.

Parmi les autres ruines de la baie des Baleiniers, on trouve un vieux hangar aérien avec un fuselage d'avion orange vif devant (retiré en 2004), et la base scientifique britannique, Biscoe House, dont le centre fut détruit par l'éruption de 1969.
L'Argentine contesta le contrôle britannique de l'île pendant les années 1950 et 1960, retirant les drapeaux du Royaume-Uni et l'occupant temporairement.
Le 3 février 1944, les Britanniques y établirent une base permanente au cours de l'opération Tabarin, et l'occupèrent jusqu'à l'éruption du 5 décembre 1967. Ils y revinrent le 4 décembre 1968, pour l'abandonner à nouveau le 23 février 1969, date de la seconde grande éruption. Ce dernier abandon fut définitif. La même éruption détruisit la station chilienne Pedro Aguirre Cerda (en) et le refuge Gutierrez Vargas situé à proximité.
Le président argentin Arturo Frondizi visita l'île en 1961.
Le volcan étant jugé trop dangereux pour qu’on investisse dans de nouvelles stations, il n'en reste plus que deux, utilisées seulement en été : Gabriel de Castilla (Espagne) et Decepción (en) (Argentine). Elles sont situées à l'ouest de la baie de Port Foster.
La Baie des Baleiniers et la totalité des vestiges situés à terre à proximité (vestiges de l'expédition baleinière chilienne de 1906-1912, ceux de la station baleinière norvégienne de 1912-1931, le site du cimetière et les restes de la base britannique de 1944-1969) sont classés comme site historique de l'Antarctique. De même, sur la rive de l'anse Pendulum, le site de la station chilienne Pedro Aguirre Cerda est classé aussi.

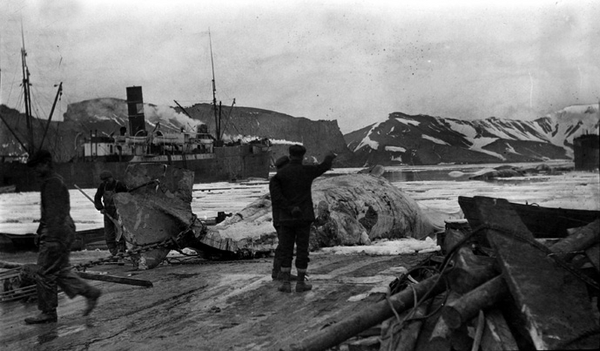
Dépeçage de baleine.

## Écologie

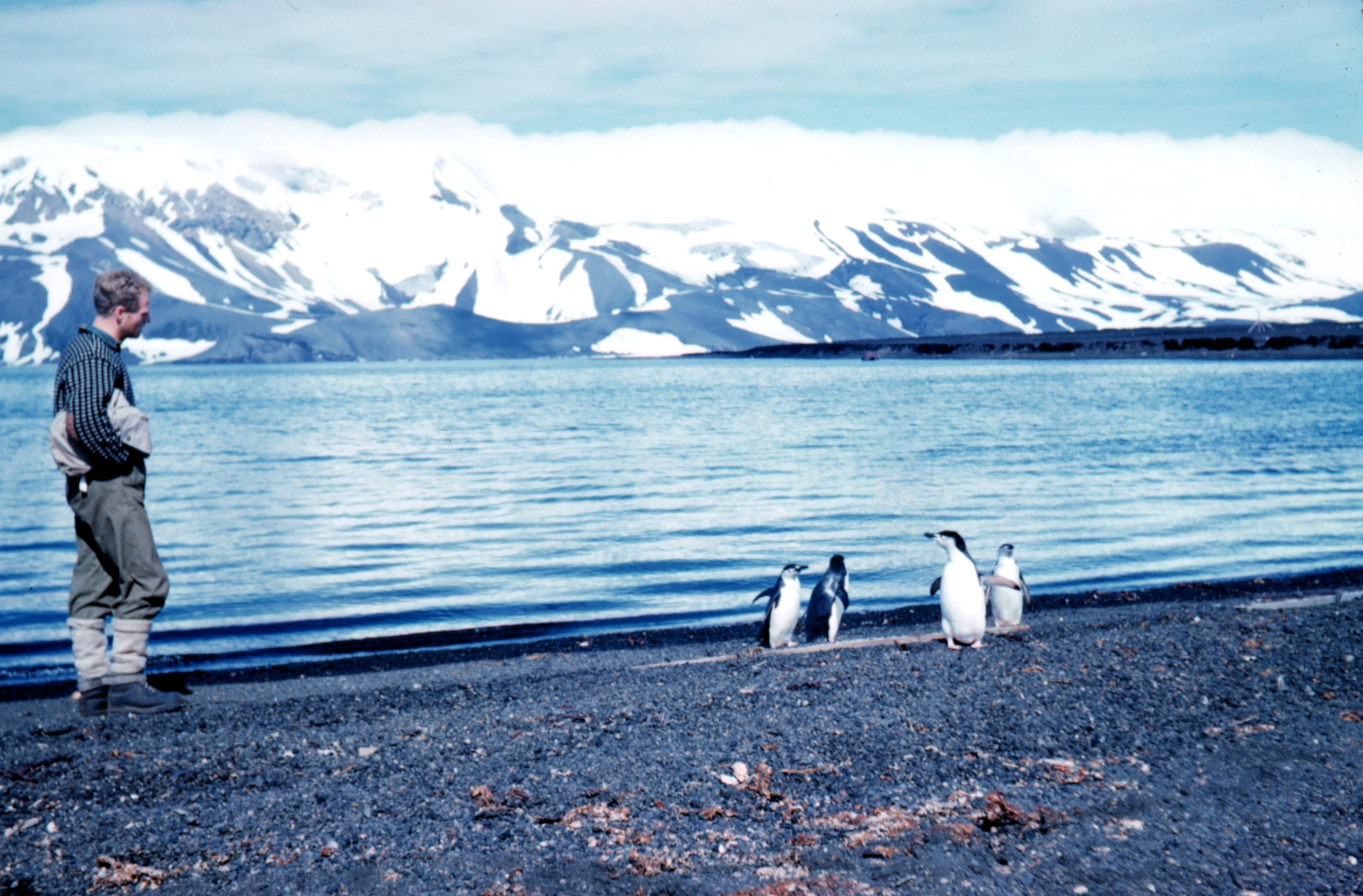
Manchots à jugulaire sur l'île, 1962.

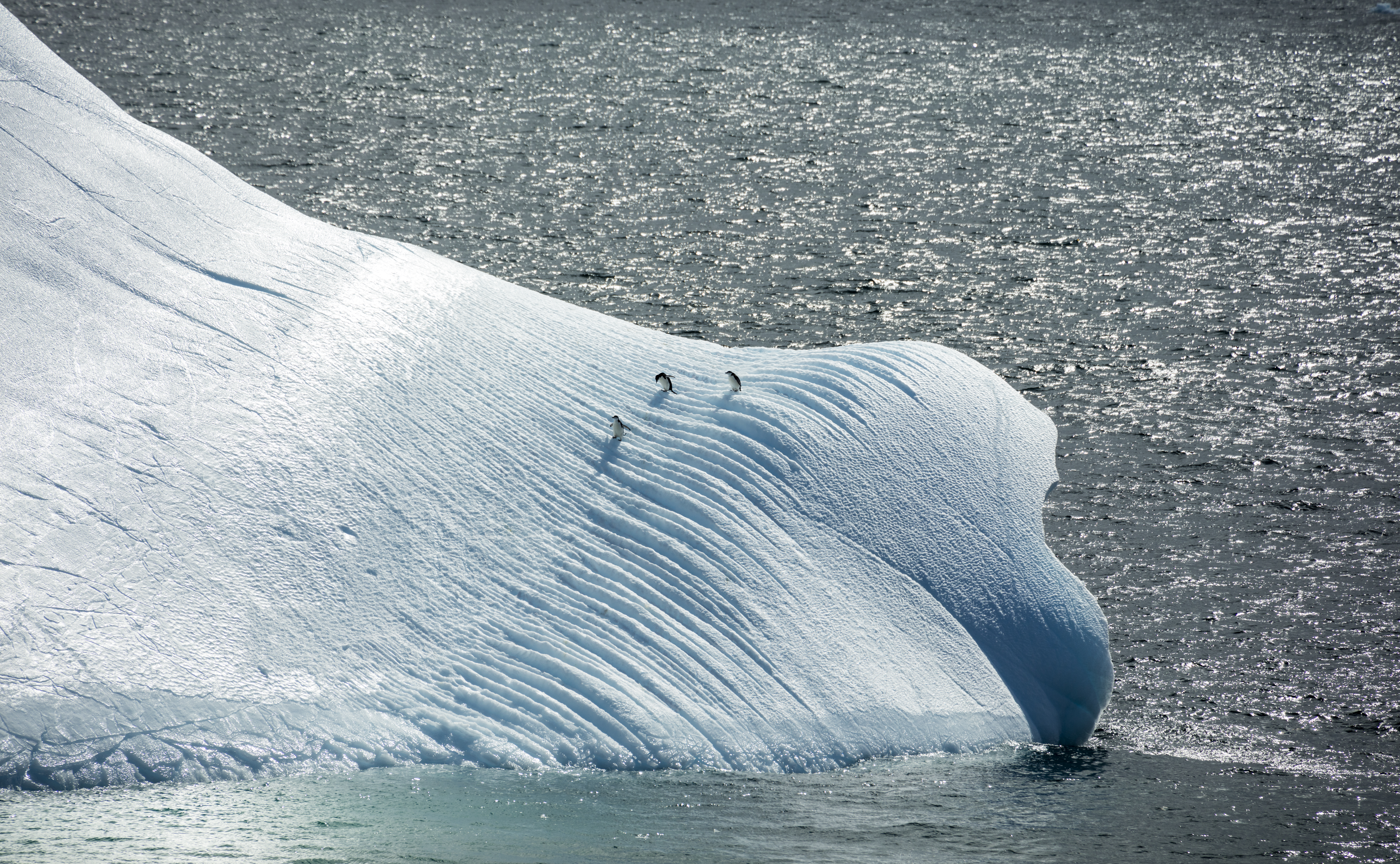
Encore des manchots à jugulaire sur l'ile. Janvier 2016.

L'île de la Déception abrite plusieurs colonies de manchots à jugulaire, Baily Head (en), sur la côte ouest, étant la plus grande. L'ensemble constitue la plus importante colonie mondiale.
Comme il est possible de prendre un bain chaud en creusant dans le sable de l'anse, l'île est une destination prisée des croisières en Antarctique.
Le navire norvégien M/S Nordkapp s'échoua sur la côte de l'île le 30 janvier 2007, perdant son combustible (environ 500-750 litres de diesel léger) dans la baie. Le 4 février de la même année, la base espagnole Gabriel de Castilla fit savoir que les tests faits sur l'eau et le sable de l'île ne montraient aucun signe de pollution.
L'île a des microclimats très variés. Près des volcans, la température de l'eau peut s'élever jusqu'à 70 °C, et la température de l'air jusqu'à 40 °C.

## Protection
Deux des 72 zones spécialement protégées de l'Antarctique sont sur l'île :
- Parties de l'île (ASPA/ZSPA-140)[7]. La zone comprend onze sous-sites, dans le sens des aiguilles d'une montre à partir du sud-ouest de la caldeira. En raison des éruptions volcaniques majeures en 1967, 1969 et 1970, l'île offre des opportunités rares pour étudier les processus de colonisation dans un environnement antarctique. La flore de l'île est unique en Antarctique, car elle est associée à des zones géothermiques, mais aussi en raison des surfaces récemment formées qui fournissent des habitats d'âge connu pour l'étude de la colonisation et d'autres processus écologiques dynamiques par les organismes terrestres.
- Port Foster (ASPA/ZSPA-145)[8]. La zone comprend deux sous-zones : l'habitat benthique A, avec des profondeurs comprises entre 50 et 150 m; et l'habitat benthique B, entre 100 et 150 m de profondeur. La zone présente un intérêt écologique exceptionnel en raison de son caractère volcanique actif. Elle possède également une diversité de faune benthique sur deux types différents de substrats de fond marin. Ces deux zones d'habitat font l'objet de recherches à long terme sur le processus écologique de recolonisation après éruption volcanique, et il est nécessaire de réduire le risque d'interférences accidentelles qui pourraient mettre en péril ces études.

## Gestion
L'île, dans son ensemble, est l'une des sept zones gérées spéciales de l'Antarctique destinée à faciliter la planification et la coordination des activités, éviter les conflits et améliorer la coopération. La ZGSA-4 comprend deux des trois volcans de l’Antarctique où ont été observées des éruptions volcaniques. L’île présente d’importantes valeurs naturelles, scientifiques, historiques, éducatives et esthétiques et un environnement à l’état sauvage. Elle contient une caldeira en activité et en déformation permanente ; de futures éruptions sont prévisibles. On trouve une flore importante, dont 18 espèces sont endémiques de l' Antarctique ; 8 espèces d’oiseaux de mer se reproduisent sur l’île.

## Tourisme
L'île est une destination touristique. Les visiteurs pénètrent dans la caldeira de Port Foster et ses baies : Baleiniers avec les vestiges des installations de pêche, Telefon avec ses cratères et falaises de cendre volcanique; plusieurs sources chaudes jaillissent en bord de mer comme à Pendulum Cove (en) emplacement de l'ex base Aguirre Cerda (en).

## Analogie martienne
L'île de la Déception a été utilisée comme analogie du climat martien. De Pablo et al. ont étudié les glaciers et le permafrost de l'île, tandis que Molina et al. ont analysé les processus géologiques et géomorphiques en raison de similarités avec le climat de Mars. Leal Leal et al. ont mis en évidence des phénomènes astrobiologiques permettant l'analogie avec la planète, dont la présence de perchlorate et de tapis microbien dans des conditions extrêmes.

## Galerie

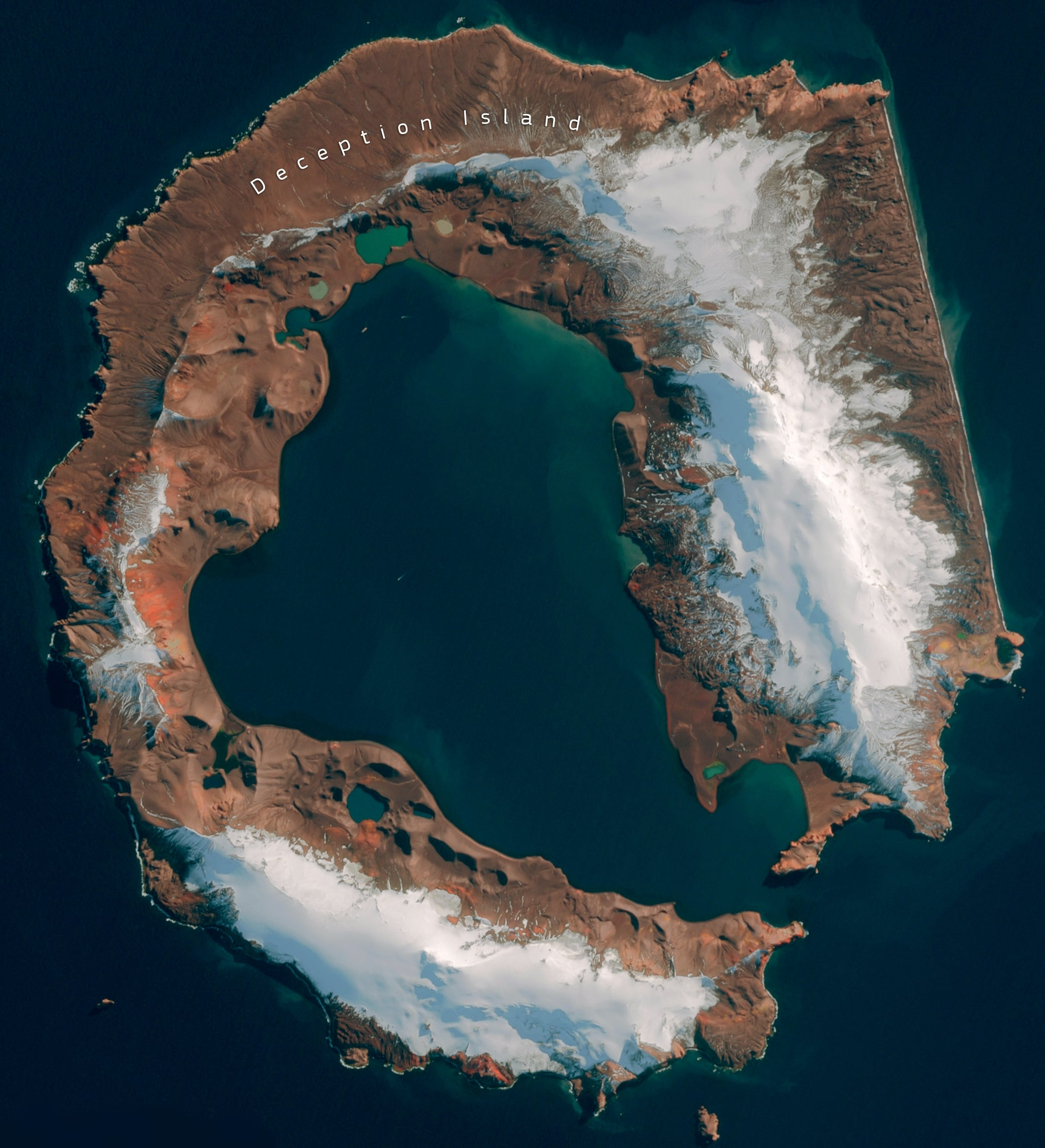
photo prise par Sentinel-2 en mars 2023.
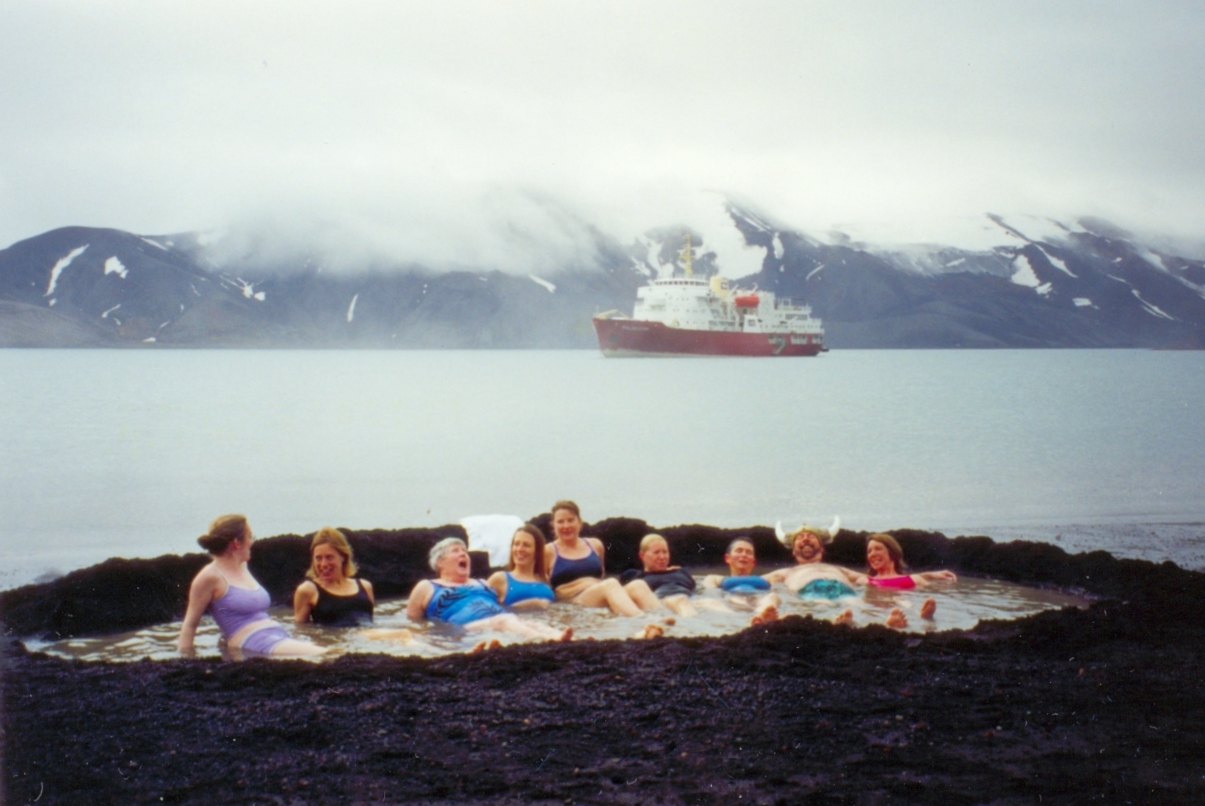
Touristes profitant des sources chaudes sur une plage de sable noir.
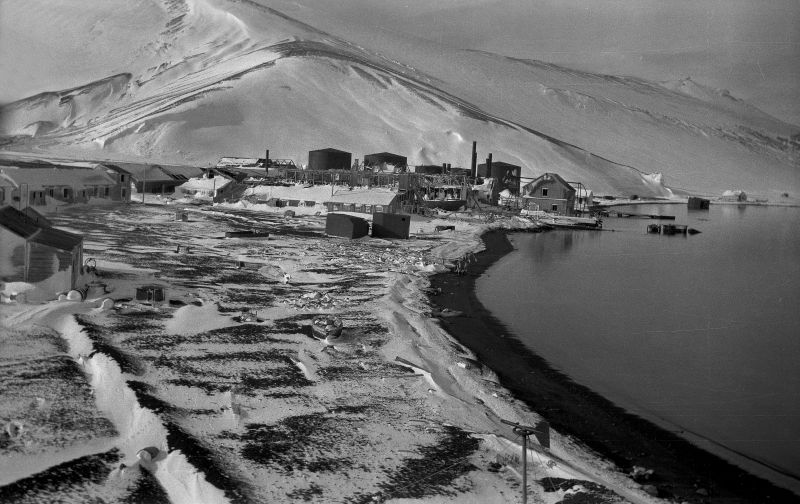
Base britannique sur la baie des baleiniers en 1945.
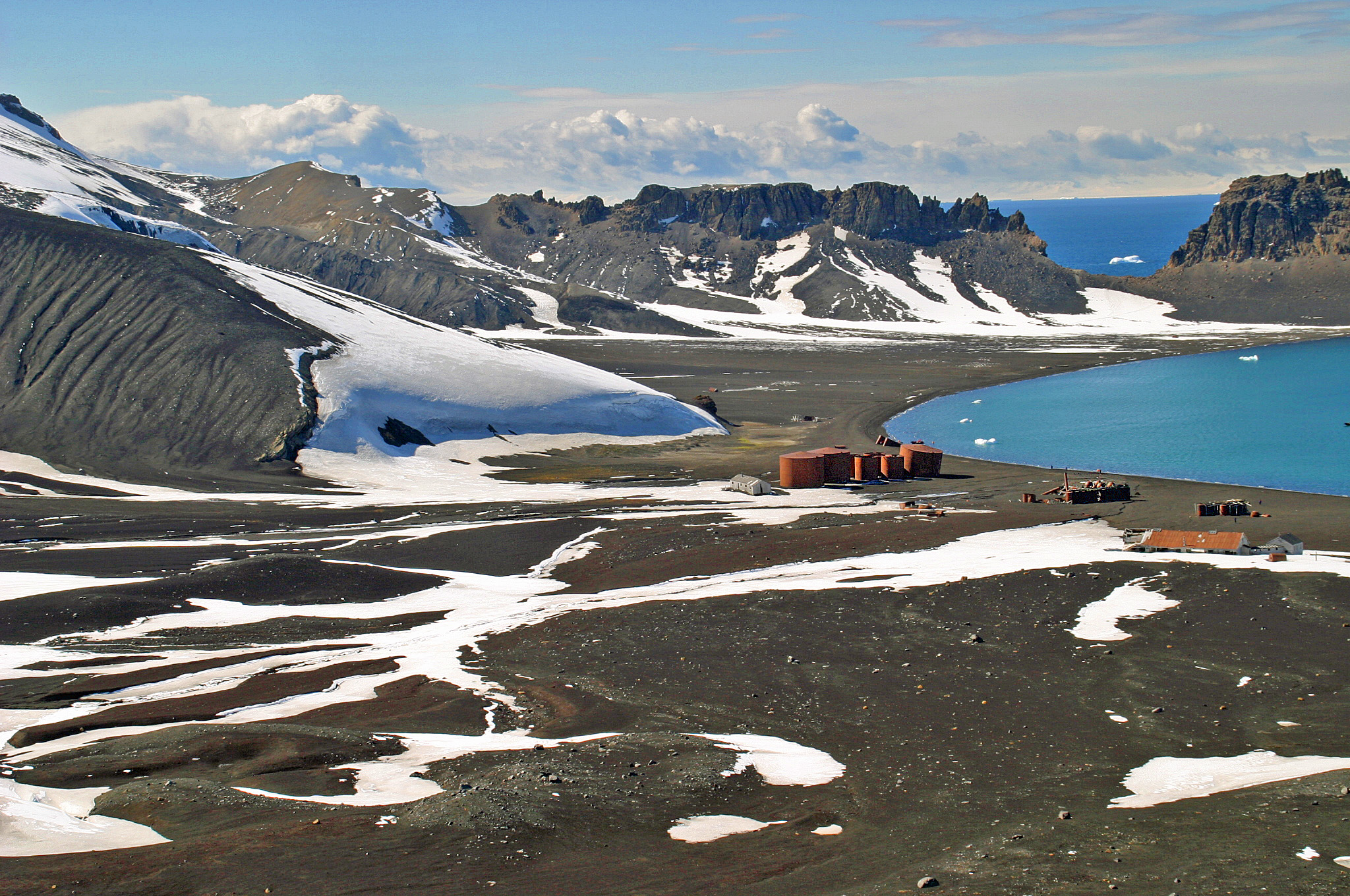
Les ruines de la base britannique sur la baie des baleiniers, détruite lors des deux éruptions.
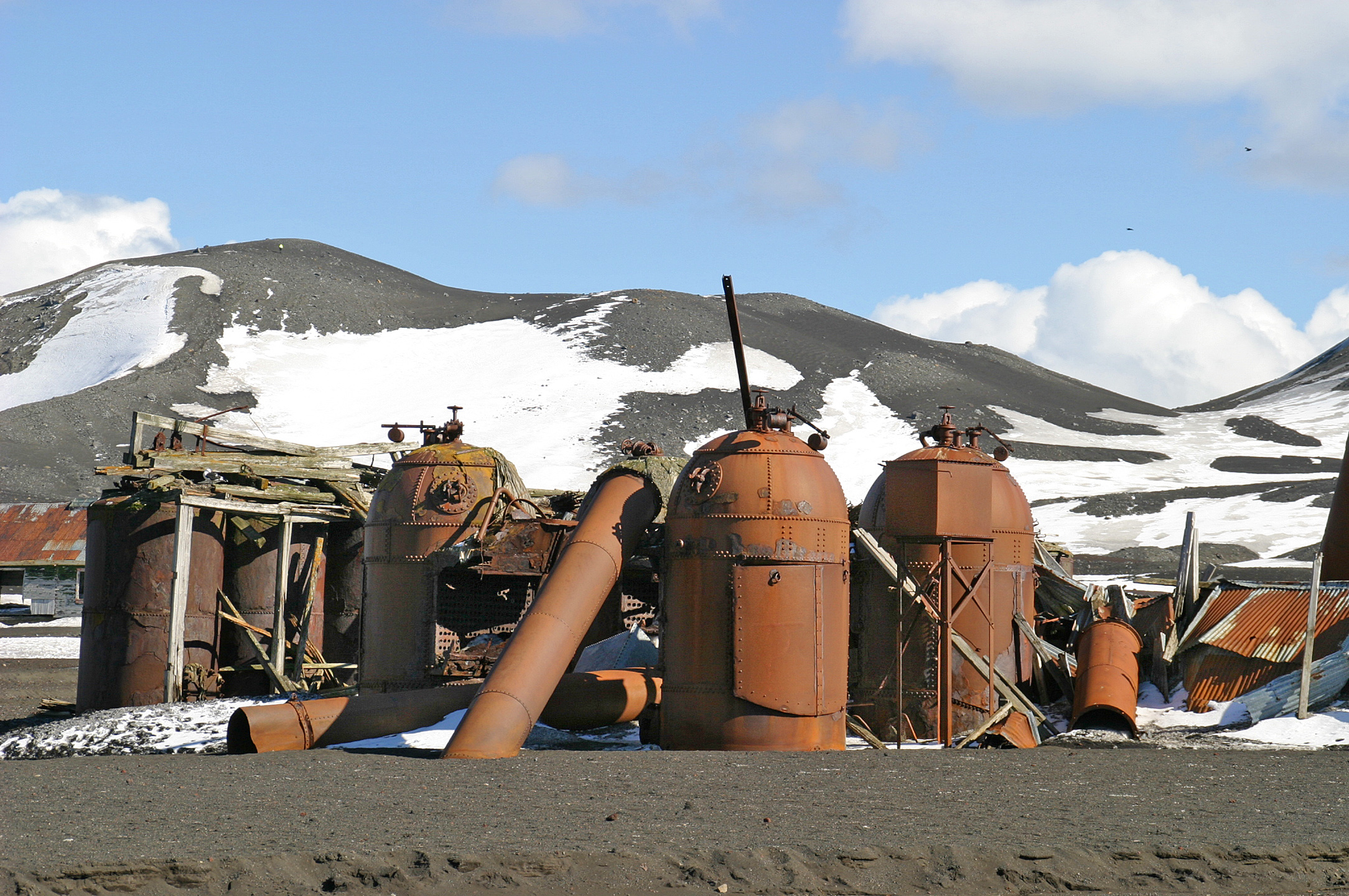
citernes et machines rouillées utilisées par les baleiniers pour extraire l'huile de baleine.
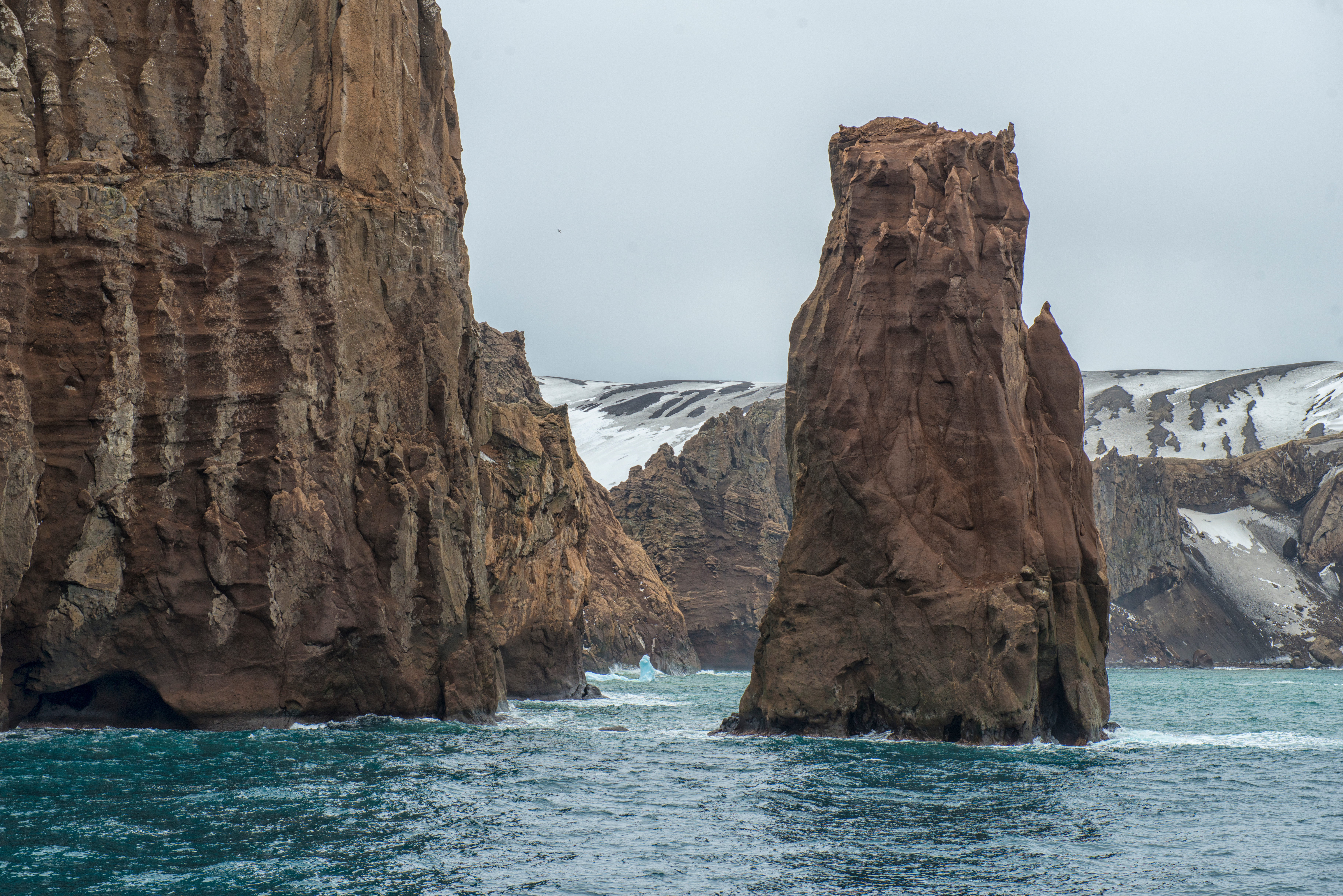
Pete's pillar, près de la pointe Fildes.
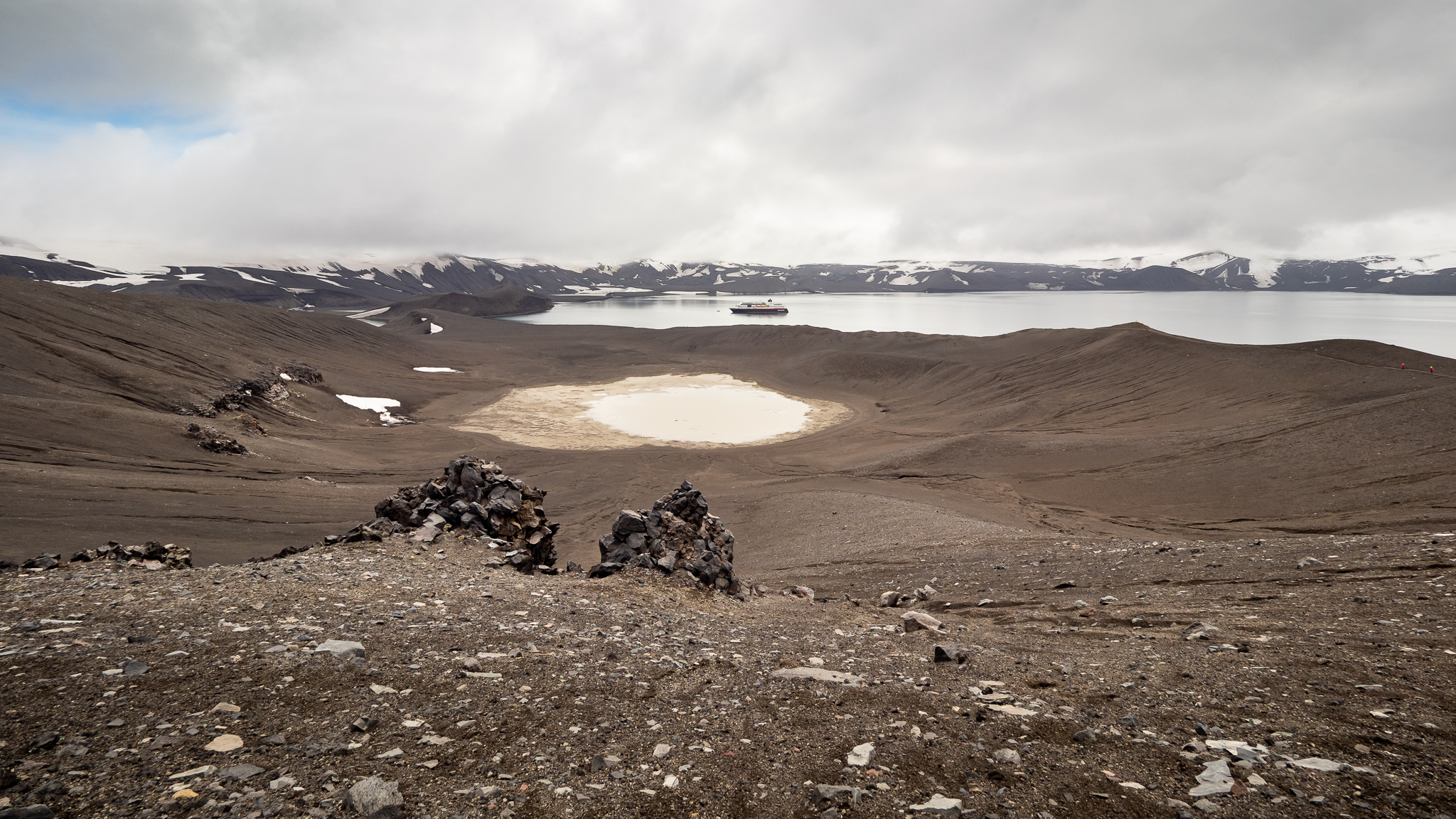
Baie Telefon